# Розенбойм, Александр Юльевич
Александр Юльевич Розенбойм (17 сентября 1939, Одесса — 13 июня 2015 года, Одесса; литературный псевдоним Ростислав Александров) — краевед, «один из самых авторитетных одесских краеведов», член историко-топонимической комиссии Одесского городского совета. Автор более 20 книг, сотен статей и цикла телевизионных передач «Я за Одессу свой веду рассказ». Член Национального союза журналистов Украины.

## Биография
Окончил Одесский инженерно-строительный институт.
Более трёх десятков лет проработал в НИИ, одновременно изучал историю Одессы. С 1997 года начал работать журналистом.
Скончался 13 июня 2015 года. Коллектив Государственного архива Одесской области выразил свои соболезнования родным и близким «выдающегося Одессита». Одесский городской голова, городской совет и исполнительный комитет Одесского городского совета, газета «Вести» также выразили соболезнования.
Прощание с писателем прошло 15 июня 2015 года, с 10:30 до 11:30 в помещении Всемирного клуба одесситов. Похоронен на Третьем еврейском кладбище.

## Публикации

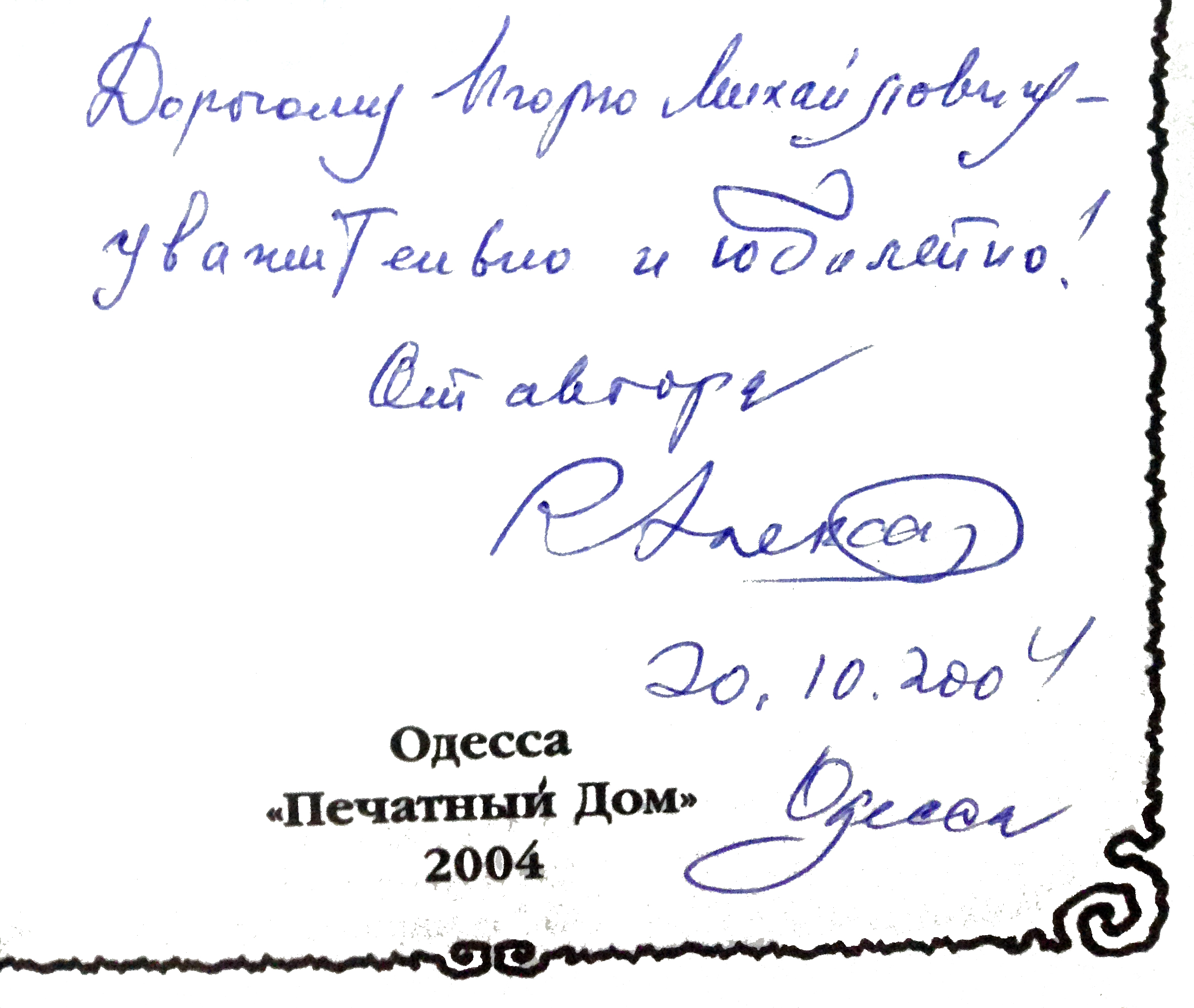
Автограф Александра Юльевича Розенбойма своему учителю Игорю Михайловичу Безчастнову на книге «Мадам Любка»

Писал для газет: «Комсомольская искра», «Вечерняя Одесса», «Вестник региона», «Всемирные одесские новости». На страницах газеты «Комсомольская искра» Евгений Голубовский придумал историко-краеведческий клуб «Одессика».
- Такой себе переулок // Одесский вестник. — 8(319). — 16 апреля 2003 г.
- В истинно парижском духе…
- Илона Кац, Ростислав Александров. Любимое кафе Миши Япончика и царство трактиров. — 11.05.2015, Одесса, № 7, 1999.
- Родион Сегедский, Ростислав Александров. Прогулка по Базарной. — 11.04.2015, Одесса, № 3, 1997
- Прогулка по улице Княжеской в Одессе
- 212 лет назад в Одессу прибыл Ришельё
- Три адресата, или Прогулка по улице Пастерa
- Остров знаний, или прогулка по Дворянской улице
- Родился на Молдаванке
- Тринадцать фраков
- Просто Шенкер

### Книги
Автор более 20 книг, среди них:
- «Прогулки по литературной Одессе»[11]
- «Исхоженные детством» (переиздавалась восемь раз[12])
- «Мадам Любка»[13]
- «Ришельевская история»
- Александров Р. «Право на имя». Литературно-публицистическое изд. /Межд. евр. общ. центр «Мигдаль» — Еврейская Одесса. Вып. 5.- Одесса: Студия «Негоциант», 2005.- 68 с., ил.[14]
- Волшебник из Одессы: По следам Исаака Бабеля. Одесса: Пласке, 2011.
- «Хождение внутри книги», посвященная Константину Паустовскому[15]
- Торг обильный: очерки[16]
- «Давний свет»[17]
- «Истории с раньшего времени»[18]

## Членства
- Член Национального союза журналистов Украины
- Почётный член Всемирного клуба одесситов[19]

## Адрес
Жил на Малой Арнаутской улице.

## Память
- 24 июня 2015 года в передаче «Диалоги на Неженской» выпуск был посвящён Александру Розенбойму[21]